# Meneceo
Meneceo (in greco antico: Μενοικεύς?, Menoikèus) o Megareo è un personaggio della mitologia greca, che viveva presso Tebe.

## Genealogia
Figlio di Creonte e di Euridice, non ci sono notizie su spose o progenie.

## Mitologia
Durante l'assedio della città da parte dell'esercito di Argo, l'indovino Tiresia affermò che per permettere ai tebani di rompere l'assedio e sconfiggere i nemici era necessario il sacrificio dello stesso Meneceo, ma Creonte (suo padre e re della città assediata), stretto tra le parole dell'oracolo e l'amore verso il figlio gli consigliò di fuggire omettendo di spiegargli il motivo. Tuttavia Meneceo venne a sapere dell'oracolo e decise di sacrificarsi sulle mura di Tebe. I tebani furono alla fine i vincitori.